# Smrček
Smrček är en ort i Tjeckien.   Den ligger i regionen Pardubice, i den centrala delen av landet, 110 km öster om huvudstaden Prag. Smrček ligger 357 meter över havet och antalet invånare är 111.
Terrängen runt Smrček är platt åt nordost, men åt sydväst är den kuperad. Terrängen runt Smrček sluttar norrut. Runt Smrček är det ganska tätbefolkat, med 80 invånare per kvadratkilometer. Närmaste större samhälle är Chrudim, 11,5 km nordväst om Smrček. I omgivningarna runt Smrček växer i huvudsak blandskog.